# Villalba Arriba
Villalba Arriba es un barrio ubicado en el municipio de Villalba en el Estado Libre Asociado de Puerto Rico. En el Censo de 2010 tenía una población de 5938 habitantes y una densidad poblacional de 336,42 personas por km².

## Geografía
Villalba Arriba se encuentra ubicado en las coordenadas 18°8′13″N 66°30′32″O / 18.13694, -66.50889. Según la Oficina del Censo de los Estados Unidos, Villalba Arriba tiene una superficie total de 17.65 km², de la cual 17.64 km² corresponden a tierra firme y (0.04%) 0.01 km² es agua.

## Demografía
Según el censo de 2010, había 5938 personas residiendo en Villalba Arriba. La densidad de población era de 336,42 hab./km². De los 5938 habitantes, Villalba Arriba estaba compuesto por el 83.08% blancos, el 7.73% eran afroamericanos, el 0.17% eran amerindios, el 0.05% eran asiáticos, el 5.46% eran de otras razas y el 3.52% pertenecían a dos o más razas. Del total de la población el 99.78% eran hispanos o latinos de cualquier raza.